# پل کامرون (فیلم‌بردار)
پل کامرون (انگلیسی: Paul Cameron؛ زادهٔ ۳۰ مهٔ ۱۹۵۸) یک مدیر فیلم‌برداری اهل کانادا است.
وی برنده جایزه بفتا بهترین فیلم‌برداری در سال ۲۰۰۴ شده است.